# Pártázatos stílus
A pártázatos stílus vagy felvidéki pártázatos (neo)reneszánsz egy 20. század eleji építészeti stílus. Nevével ellentétben nem volt kapcsolatban a közismert, 19. század végi, historizáló neoreneszánsz építészettel, inkább – mint a „normál” neoreneszánsz – ez is a historizmus egyik ágának tekinthető.

## Története
A 19. század végén, 20. század elején Magyarországon több törekvés volt arra nézve, hogy sajátosan magyar építészeti stílus szülessen. Ilyenként lehet említeni a Lechner Ödön-féle magyaros szecessziót, a Kós Károlyhoz köthető erdélyi népies stílust, amelynek Sváb Gyula-féle alföldi változatát, vagy Lajta Béla népes modern (art déco-jellegű) épületeit.
A felsorolt irányzatokat több kritika érte (pl. Lechner stílusa valójában magyaros díszítésű perzsa–indiai jellegű, Kós pedig a meredek dőlésszögű tetőknél a finn népi építészetet utánozta stb.), egyiket sem gondolták kortársaik (és a mai szaktudósok) valóban sajátosan magyar építészeti nyelvnek. Lechner unokaöccse, Kismarty-Lechner Jenő (1878–1962) 1910 körül új utat javasolt. Déry Attila építészettörténész szerint Kismarty-Lechner „rátalált a magyar építészet történek egyetlen olyan helyére, amelyre rá lehetett fogni, hogy az ottani és akkori építészetnek specifikusan magyarországi vonásai vannak: ez a felvidéki pártázatos reneszánsz” volt. Elsősorban Szepes- és Sáros vármegyei (ma Szlovákia területén) XV–XVII. századi épületeken figyelhetőek meg egyedi megoldások, talán a kortárs erdélyi és dél-lengyelországi reneszánsz építészetben bukkan néha fel hasonló. (Maguk a pártázatok egyes vélemények szerint egyébként észak-olasz nyelvterületről terjedtek el.)
Kismarty-Lechner így ír visszaemlékezésében kutatásáról:
„1908-ban jutottam arra a gondolatra, hogy a magyarországi reneszánsz tradíciókra támaszkodva lehet talán Lechner Ödön kitűzött céljához vezető új utat találni. A késmárki templom érdekes toronyalakítása, a szepességi pártázatos sgraffitodíszű harangtornyok, a magyar történelem hősi alakjainak képeivel ékes pártás fricsi kastély voltak olyan reneszánszkori műemlékeink, melyek architektúrájáról úgy éreztem, magyar szellemiség sugárzik. Ezek voltak mintaképeim, de nem másoltam alakításaikat, hanem hasonló szellemű formákkal törekedtem a magyaros jelleg kifejezésére.”
Ezt a „pártázatos stílust” ajánlotta az eklektikus építészettől teljesen elszakadni nem akaró, a népi stílust elutasító kortársainak. Ő maga néhány épületét (de hangsúlyozandó, nem az összest) ebben a stílusban alkotta meg, olykor az utcai homlokzatokra sgrafittot alkalmazott. Pártázatos művei:
- 1909–1912: Tanítóképző Intézet (ma: Tokaj-Hegyalja Egyetem), 3950 Sárospatak, Eötvös út 7. (Warga Lászlóval közösen)[4][6]
- 1910–1911: Hernád utcai elemi iskola (ma: Baross Gábor Általános Iskola), 1078 Budapest, Hernád u. 42.[4][9] – az épület mellett álló, Hernád u. 44–46. számú épület nagyon hasonló, de kissé más stílusú, és valójában külön iskolaépületként készült (ma: Facultas Humán Gimnázium)[10]
- 1910: lakóház, 1114 Budapest, Mészöly u. 4. (Warga Lászlóval közösen)[6][8][11]
- 1910: villa, 1026 Budapest, Pasaréti út 59.[12][13]
- 1916: elemi iskola (ma: Lázár Vilmos Általános Iskola), 1202 Budapest, Lázár utca 20.[14][15]

1914-ben a Kismarty-Lechner Jenő mellett dolgozó Hugyecz László is készített egy városi vigadó- és szállodaépületre vonatkozó diplomatervet (közelebbi hely megjelölése nélkül).

## A két világháború között
A stílus ugyan az 1910-es években nem terjedt el túlzottan, de nem is tűnt el: túlélte az első világháborút, és az 1920-as–1930-as években ismét felbukkant. A stílust elsősorban a korszak neves templomépítésze, Sándy Gyula használta előszeretettel, gyakran neogótikus-neoromán részletekkel keverve.
A következő alkotásoknál figyelhető meg felhasználása:
- 1912–1931: Az Országos Társadalombiztosító Intézet székháza (ma: Országos Nyugdíjbiztosítási Főigazgatóság, Komor Marcell, Jakab Dezső és Sós Aladár), 1081 Budapest, Fiumei út 19/a[18] – elsősorban a tornyánál volt megfigyelhető a stílust, 1969-ben a torony elbontásra került[19]
- 1923–1925: három villaépület, 1126 Budapest, Tartsay Vilmos u. 9–13. (Kismarty-Lechner Jenő)[19][20]
- 1924–1927: Kispesti evangélikus templom, 1196 Budapest, Templom tér 1. (Sándy Gyula)[21]
- 1928: Újpesti postapalota, Budapest, István út 18. (Sándy Gyula)[17]
- 1928–1929: evangélikus templom, 7400 Kaposvár, Kossuth Lajos u. 39.[22]
- 1931: evangélikus templom, 2142 Nagytarcsa, Rákóczi u. 76 (Sándy Gyula)[19][23]
- 1933: Pestújhely-Újpalotai evangélikus templom, 1158 Budapest, Templom tér 10. (Sándy Gyula)[24]
- 1933–1934: Rákosszentmihályi evangélikus templom, 1161 Budapest, Hősök tere 10–11.[25]
- 1934–1935: Budafoki evangélikus templom, 1221 Budapest, Játék u. 16. (Sándy Gyula)[17]
- 1943: Rákoskeresztúri evangélikus templom, 1173 Budapest, Pesti út 111. (Sándy Gyula)[19]

### Tervek
Említendő, hogy 1911-ben Sándy pártázatos tornyot képzelt el a Széll Kálmán téri (Budapest) Korcsolyacsarnokhoz is, azonban tervének ez a része nem valósult meg. (A Korcsolyacsarnok felépült, 1940-ben azonban elbontották.) Sándy nagyszabású, pártázatos épületet tervezett a Szabadság tér (Budapest) déli oldalára is, azonban ez nem épült meg.
Tervben maradt Kismarty-Lechner 1922-es pártázatos felhőkarcolója is, amelyet a Chicago Tribune újságpalota pályázatára nyújtott be. Kismarty-Lechner 1924-ben pártázatos templomot tervezett a Pasaréti térre. A Pasaréti téri templom végül nem az ő, hanem Rimanóczy Gyula tervei szerint épült fel 1933–1934-ben.
Kismarty-Lechnernek volt még három hasonló, szintén meg nem valósult terve: az egyik 1924-ben készült a Regnum Marianumhoz, a másik 1931-ben az Apor Vilmos térre. A harmadik a Mezőkövesdi községházára vonatkozott.
Kollár Gyula a Csongrádi Járásbírósághoz készített ilyen terveket.

## Képtár

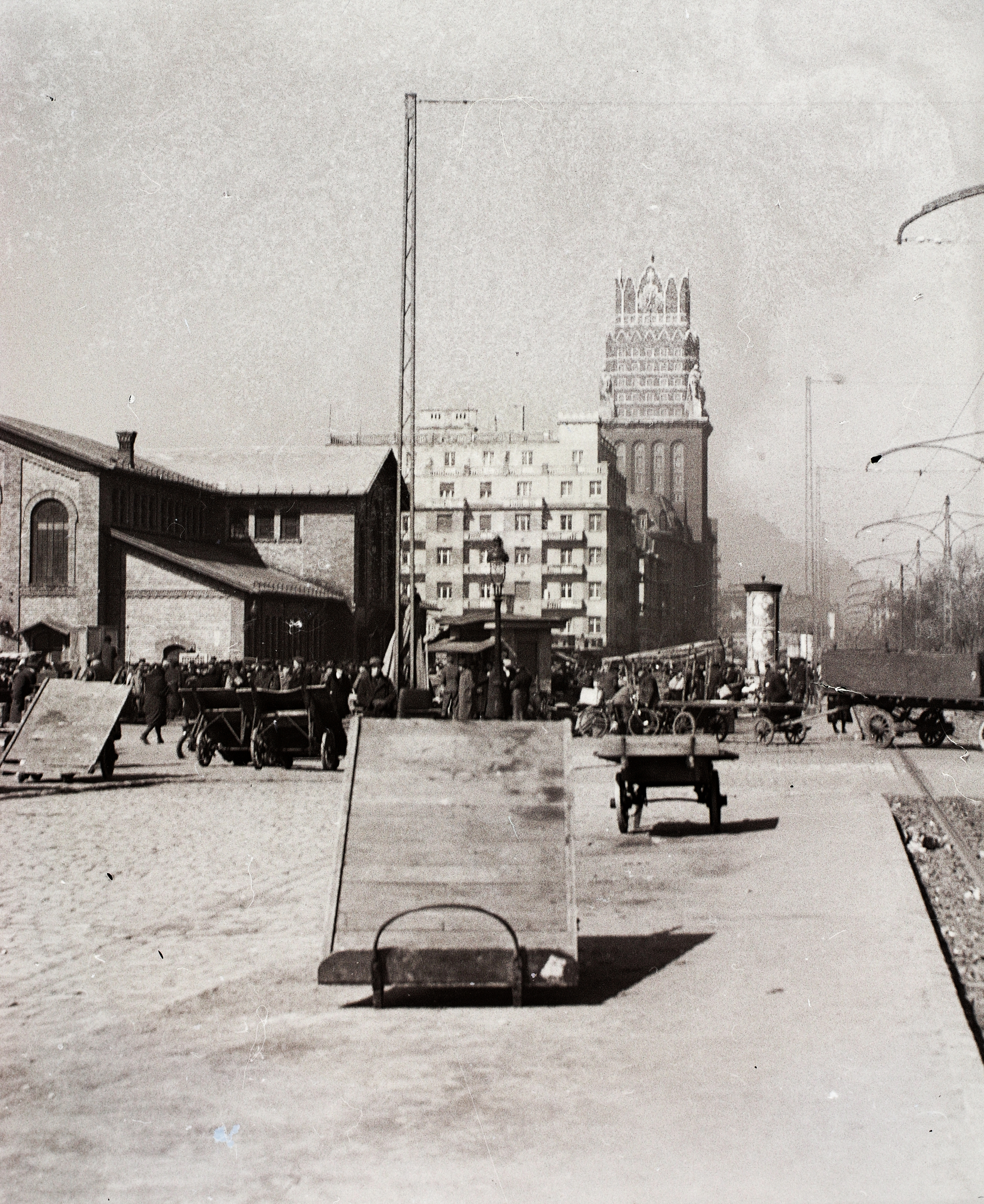
Az Országos Társadalombiztosító Intézet székháza, Budapest egy 1940-es évekbeli fényképen (még álló toronnyal)
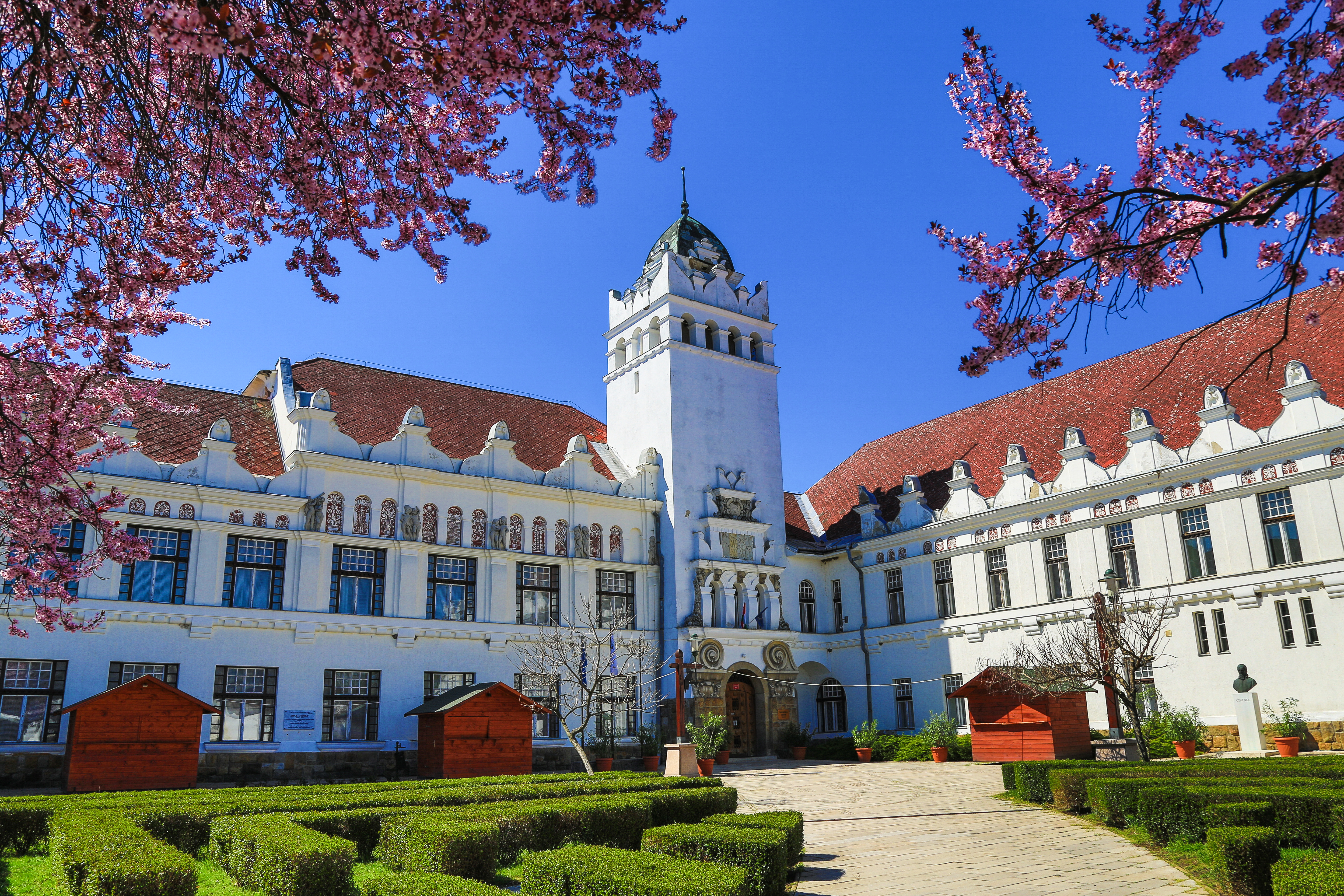
Tanítóképző, Sárospatak
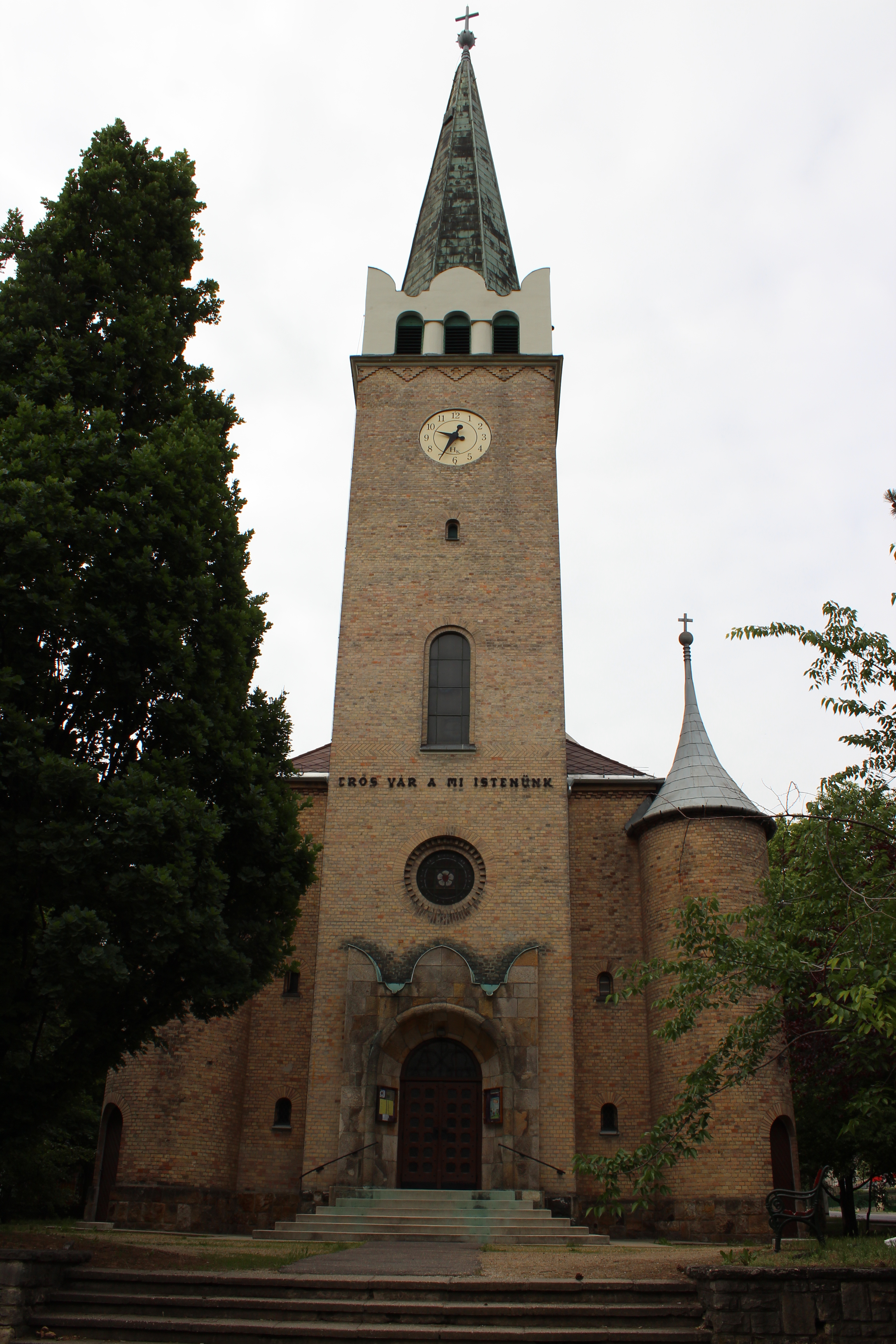
Rákoskeresztúri evangélikus templom, Budapest
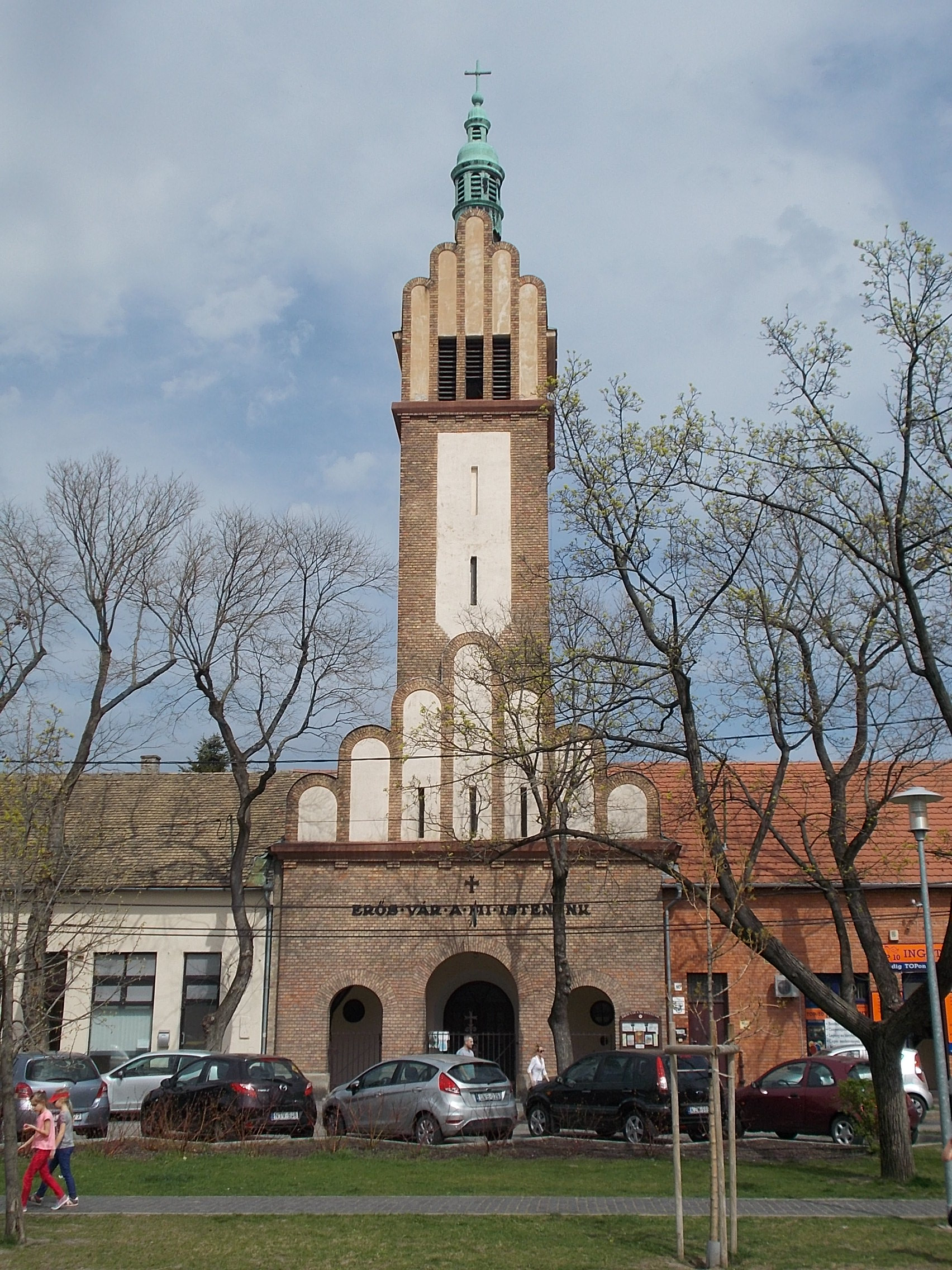
Rákosszentmihályi evangélikus templom, Budapest
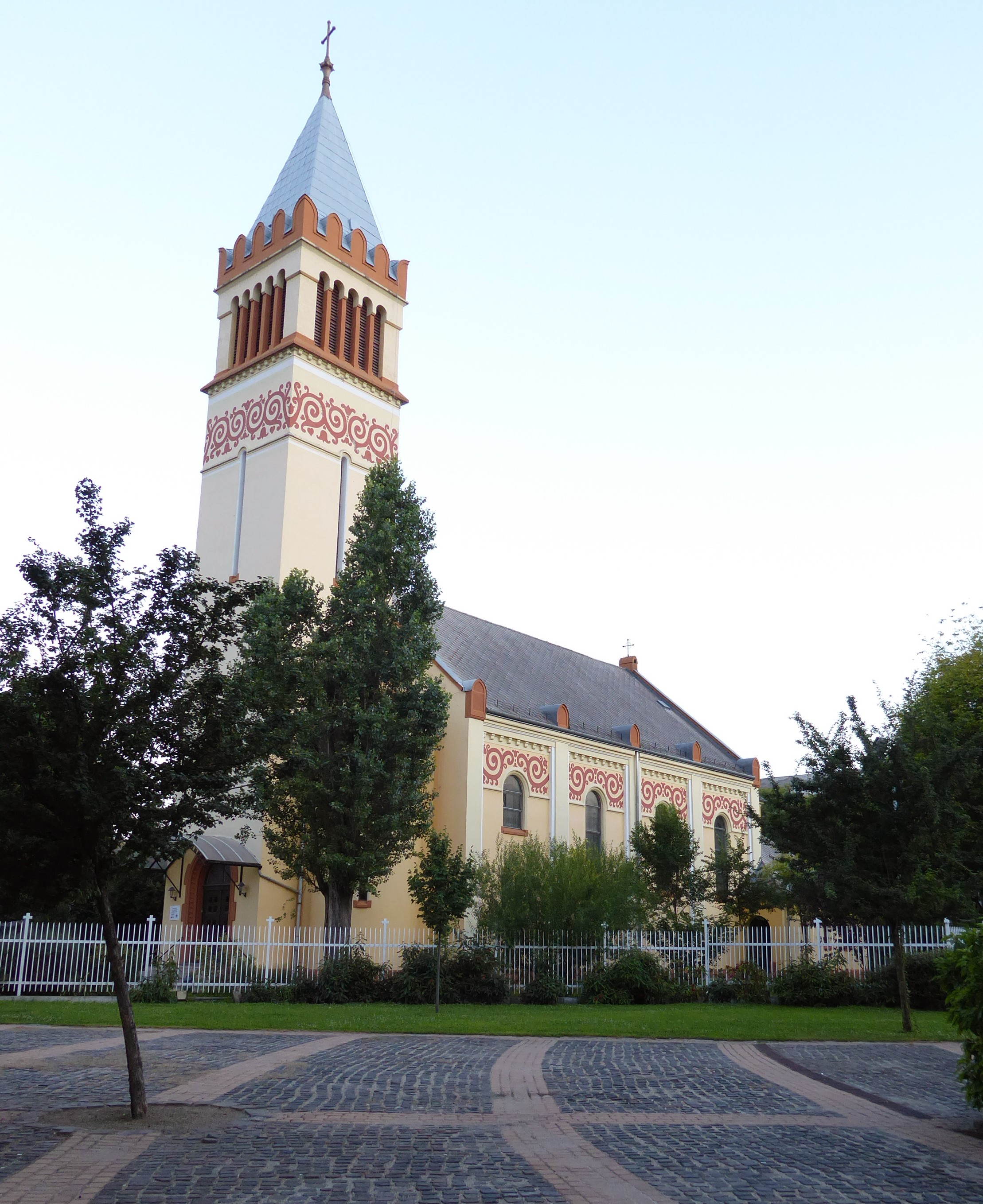
Kispesti evangélikus templom, Budapest
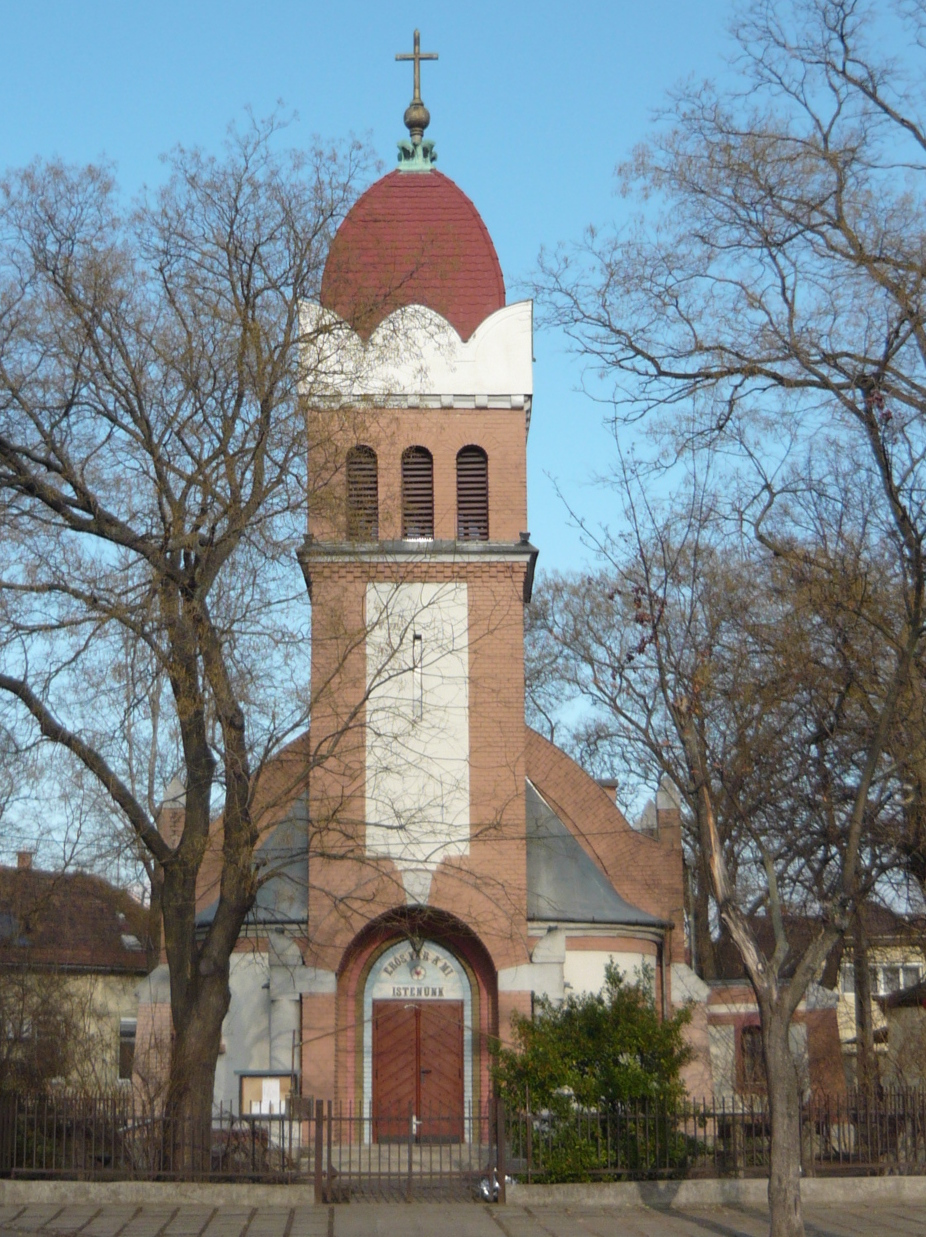
Pestújhelyi evangélikus templom, Budapest
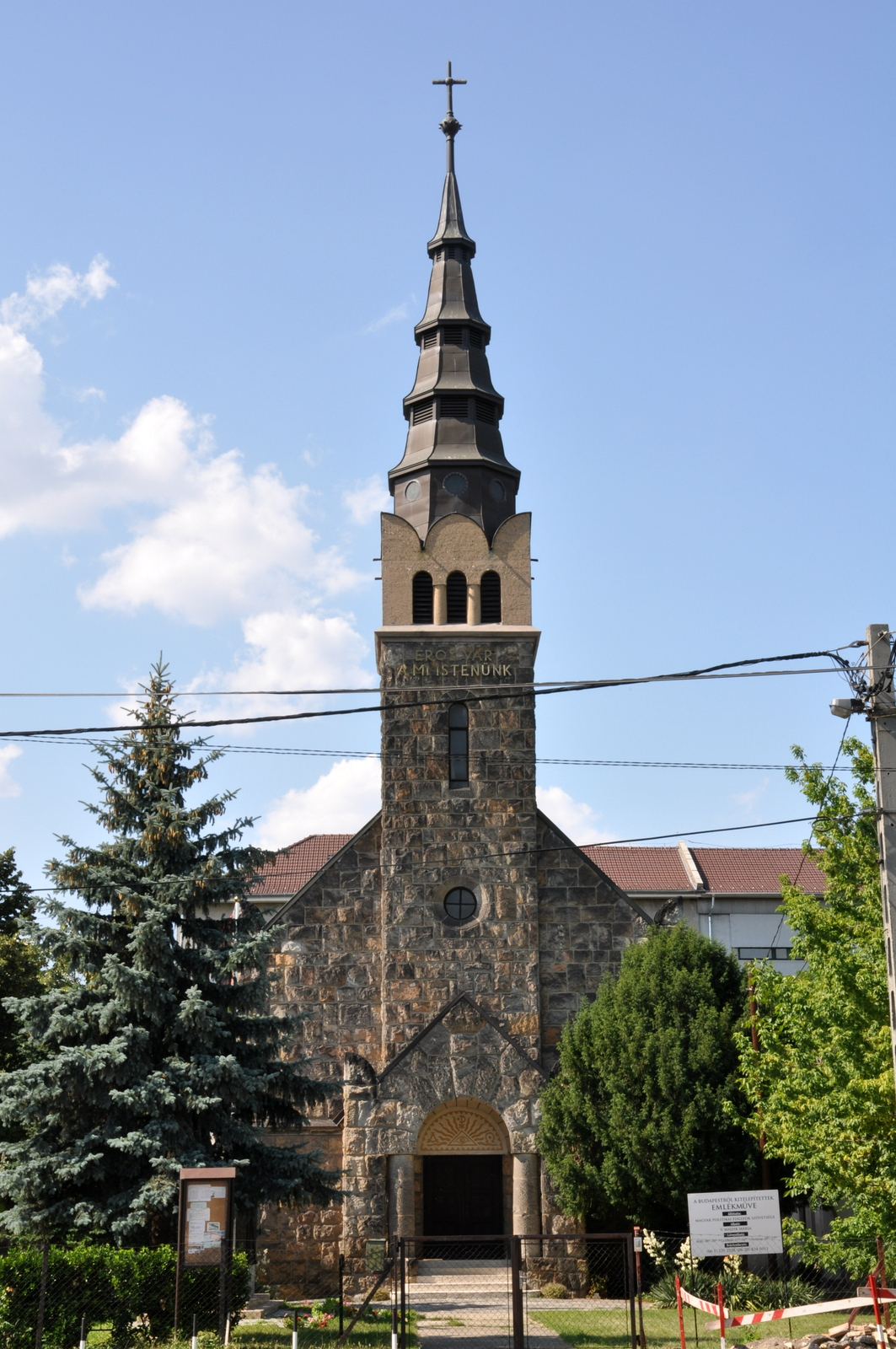
Budafoki evangélikus templom, Budapest
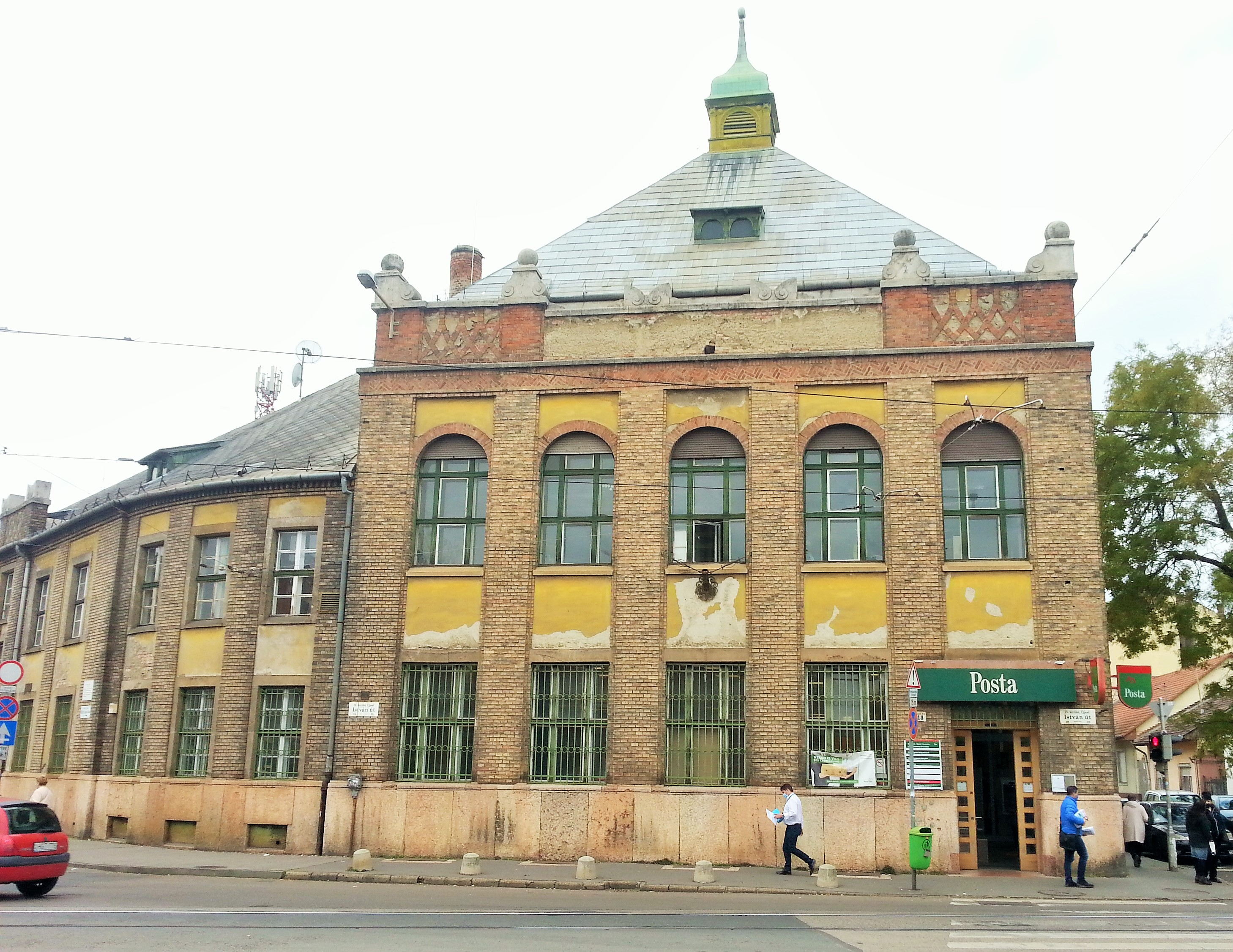
Újpesti postapalota, Budapest

## További irodalom
- Pesti Mónika: Pártázatok a villától a felhőkarcolóig (epiteszforum.hu, 2018. aug. 23.)
- Bodó Péter: Sándy Gyula, Holnap Kiadó, Budapest, 2022, ISBN 9789633493625 (Az Építészet Mesterei-sorozat)
- Kismarty-Lechner Loránd (1883–1963), Kismarty-Lechner Jenő (1878–1962): Az OMF Magyar Építészeti Múzeumának és a BTM Kiscelli Múzeumának kiállítása: Budapest, 1990–1991, a katalógust szerk. és a kiállítást rend. Hadik András, Pusztai László, Ritoók Pál. Budapest: OMF, 1990.
- Lechner Jenő: A pártázatos reneszánsz építés Magyarország határai körül, „Pátria” Irodalmi Vállalat és Nyomdai Rt., Budapest, 1915.